# باسيل راجاباكسا
باسيل راجاباكسا (بالتاميلية: பசில் ராஜபக்ச)‏ (و. – م)هو سياسي من سريلانكا .